# Триђинто (Милано)
Триђинто је насеље у Италији у округу Милано, региону Ломбардија.
Према процени из 2011. у насељу је живело 1153 становника. Насеље се налази на надморској висини од 96 м.